# Kleine Sint Annapolder
De Kleine Sint Annapolder is een polder ten oosten van Zuidzande, behorende tot de Polders van Cadzand, Zuidzande en Nieuwvliet.
De 32 ha grote polder werd ingedijkt kort na 1602 door Anselmus Opitius Adornis. Ze is gelegen in het voormalige Coxysche Gat. In 1653 werd deze polder overstroomd om in 1656 te worden herdijkt door Jan Pietersen Puijs. Vandaar dat ze ook wel Puijspoldertje werd genoemd. In 1682 overstroomde de polder opnieuw. De eigenares, Constantia Theresia van der Goes, herdijkte niet. Dit geschiedde in 1698 door haar erfgenaam, Jacob Danikins.
De polder wordt begrensd door de Henricusdijk, de Kleine Henricusdijk, de Sint Annadijk en de Bruggendijk.